# Seebach (Regnitz)
Die Seebach ist ein etwa 22,5 km langer linksseitiger und westlicher Nebenfluss des Main-Donau-Kanals in Mittelfranken.

## Geographie

### Verlauf
Die Seebach entspringt bei der Einöde Sintmannsbuch der Gemeinde Gerhardshofen eben noch im Landkreis Neustadt an der Aisch-Bad Windsheim und durchfließt auf ihrem zuallererst östlich ziehenden Oberlauf eine über 4,5 km lange ununterbrochene Kette von Fischteichen in der noch wenig tiefen Talmulde. Am Spirklesweiher tritt sie dabei auf die Gemarkung von Markt Weisendorf im Landkreis Erlangen-Höchstadt über und erfährt dabei den ersten und kürzesten von drei ebenfalls Weiherketten speisenden Zuläufen von links. Anschließend läuft sie mehr und mehr ostnordöstlich. Am Weiler Sintmann, wo die erste Kreisstraße ERH 28 quert, mündet von links der zweite, schon längere Strietgraben. Hinter dem ebenfalls links des Laufs liegenden Dorfes Mitteldorf liegen dann nur noch sporadisch Weiher in der Talmulde. Mitten in Weisendorf, wo die Staatsstraße St 2263 die Seebach kreuzt, läuft der dritte Oberlaufzufluss Sauerheimer Graben zu. Das noch folgende Reinersdorf ist das letzte Dorf von Weisendorf im Seebachtal, hinter dem der kleine Fluss in die Gemarkung von Großenseebach eintritt, wo dann nach einem Laufknick  nach Ostsüdosten der Mittellauf beginnt.
Auf diesem folgt bald in eigener Gemeinde Heßdorf, an dessen Ostrand die A 3 auf einem Damm die eher unscheinbare Talmulde quert. Danach betritt die Seebach das Gebiet der kreisfreien Stadt Erlangen, wo Dechsendorf der erste Talort ist. Dort mündet in sie der mit über 13 km Länge  (mit seinem Haupt-Oberlauf) größte Zufluss Mohrbach, auch Moorbach genannt, wiederum von links. Von hier an läuft eine Zeit lang die Staatsstraße St 2240 in der hier recht breiten Aue, an die sich im Süden der Forst Mönau auf dem flachen Hang anschließt, während die Seebach am linken Rand der Flur zur Dechsendorfer Lohe läuft. Auf Höhe der alten Ortslage Heusteg am Beginn des Mönauer Waldes wendet sich die Seebach langsam nach Nordosten und mit dem Wiedereintritt in den Landkreis Erlangen-Höchstadt und in die Gemarkung von Möhrendorf beginnt der kurze Unterlauf in sehr geradem Graben.
Ab hier läuft nämlich die Seebach beständig links neben dem Main-Donau-Kanal, der nirgends mehr als einen Viertelkilometer entfernt ist, manchmal keine 50 Meter. Gleich an der Schleuse Erlangen fließt von links der ab seiner obersten Quelle fast 12 km lange Forstgraben zu. Gegenüber dem Südende des Siedlungsbereichs von Möhrendorf wird die Seebach – ganz oder teilweise – in den Kanal eingeleitet, ein in Karten als Seebach ausgewiesener Grabenlauf folgt aber weiterhin dicht der Wasserstraße und läuft im kleinen Teil Möhrendorfs diesseits des Kanals verrohrt unter der als Kreisstraße (ERH 31) fungierenden Hauptstraße Möhrendorfs durch. Die vor dem Ortsrand ziehende Seebach nimmt nun noch einen unter 5 km langen Zulauf von links aus dem Staatsforst Mark auf, auch dieser speist am Unterlauf seine Weiherkette. Sie trennt anschließend ein Neubaugebiet rechts vom Siedlungskern des Möhrendorfer Dorfes Kleinseebach links, die beide über die Seebachbrücke der Kreisstraße ERH 32 verbunden sind, und fließt dann von links in den Main-Donau-Kanal ein.
Bis zu dessen Bau mündete die Seebach östlich von Kleinseebach in die Regnitz.

### Einzugsgebiet
Die Seebach hat ein Einzugsgebiet von 116,6 km² Größe, das ungefähr die Kontur eines Parallelogramms mit zwei langen Seiten im Süden und Norden und einer langen Diagonale von der Südwest- zur abgerundeten Nordostspitze hat. Darin fließt die Seebach aus der Südwestspitze über drei Viertel ihrer Länge recht genau östlich und sehr nahe an der südlichen Wasserscheide, danach auf dem Reststück nordöstlich dicht der südöstlichen Schmalseite entlang, eben noch diesseits des Main-Donau-Kanals in der linken Regnitz-Aue. Die großen Flächenanteile im Norden des Einzugsgebietes werden deshalb vor allem von den großen linken Zuflüssen zu ihr hin entwässert, es sind dies – von der Quelle zur Mündung –  der im spitzen Winkel vom Westnordwesten her erst ziemlich weit im Osten bei Dechsendorf mündende Mohrbach (trägt 37 % des Gesamteinzugsgebietes bei), der kurz nach dem Richtungsknick der Seebachlaufes nach Nordosten zumündende Forstgraben (24 %) mit seinem bedeutsamen linken Zulauf Röttenbach, welche beide am Westrand des Staatsforstes Mark verlaufen, und zuletzt ein trotz nicht geringer Länge auf Karten namenloser Zulauf bei Möhrendorf mitten aus dem Staatsforst (6 %); nur allein diese drei tragen also zusammen schon zwei Drittel zum Gesamt-Einzugsgebiet bei.
Im Süden grenzt es an das des Steinforstgrabens und des Bimbaches, die unmittelbar oberhalb der Regnitz zulaufen. Im Südwesten konkurriert die Mittlere Aurach mit ihren Zuflüssen, dem Welkenbach mit seinem linken Zufluss Birkenbühlbach und dem Reichenbach, zu dieser. Im Nordwesten stößt das Seebach-Einzugsgebiet an das des weit abwärtigen Regnitz-Zulaufes Aisch und ihrer rechten Zuflüsse Reisigbach, Aschenbach, Wintersbachgraben, Schwarzenbach, Staffelbach, Reutgraben, Weihergraben und Willersdorfer Graben. Im Norden schiebt sich davor das Einzugsgebiet des Hirtenbachs und kleinerer ostwärts laufender abwärtiger Regnitz-Zuflüsse, etwa das des Kupfergrabens.

### Zuflüsse
Liste der Zuflüsse und  Seen von der Quelle zur Mündung. Teils mit Gewässerlänge, Seefläche, Einzugsgebiet und Höhe. Andere Quellen für die Angaben sind vermerkt.
- (Zufluss beim Spirklesweiher) (links), ca. 1,4 km
- (Zufluss durch die Klingenweiher) (rechts), ca. 0,9 km
- Strietgraben (links), ca. 2,5 km
- (Zufluss aus den Berghölzern) (rechts), ca. 0,7 km
- Sauerheimer Graben (links), ca. 4,9 km
- Heidweihergraben (rechts), ca. 1,5 km
- Rohrweihergraben (rechts), ca. 1,1 km
- Allesweihergraben (rechts), ca. 0,4 km
- Straßäckergraben (rechts), ca. 2,1 km
- Reisiggraben (rechts). ca. 1,7 km
- Kronersbach[2] (rechts)
- Mohrbach (links), 13,1 km[GV 1] mit Oberlauf Strichweihergraben und 37,6 km²[GV 2]
- Membach (rechts), ca. 6,0 km
- Lohegraben (rechts), ca. 0,2 km
- Forstgraben (links), 11,4 km[GV 1] und 27,8 km²[GV 2]
- Hörbach[BA 5] (links), ca. 0,8 km²
- (Zufluss beim Tretenweiher), (links), 4,5 km[GV 1] und 7,0 km²[GV 2]

## Umwelt
Der als Landschaftsschutzgebiet (LSG-00340.05) ausgewiesene 114,48 ha große Seebachgrund gilt als ökologisch wertvolles Wiesental und beherbergt unter anderem seltene Vogel-, Insekten- und Pflanzenarten. So kommen u. a. die Bekassine und der Wachtelkönig vor. Der außergewöhnlich sandige Boden im Seebachtal trägt zu dieser Vielfalt an bedrohten Arten bei (siehe auch Sandachse Franken). Das Seebachtal ist in der Regionalplanung als regionaler Grünzug ausgewiesen und damit weitgehend vor Bebauung geschützt. 
Das östliche Seebachtal im Bereich von Möhrendorf und Kleinseebach wurde früher regelmäßig überschwemmt. Der neue, begradigte Abfluss in den Kanal sowie ein zusätzlicher Überlauf in den Kanal südwestlich von Möhrendorf, der die Wassermenge im Bereich des Gemeindegebiets Möhrendorf begrenzt, verhindert Überschwemmungen in diesem Flussabschnitt seit Anfang der 1970er Jahre vollständig. Sie richteten in der Vergangenheit in Kleinseebach zum Teil erhebliche Schäden an, so z. B. im Juli 1941. 
Trotzdem befinden sich auch in diesem Bereich ökologisch besonders wertvolle Abschnitte. Für Bereiche der Seebach, die durch menschliche Eingriffe ihren natürlichen Charakter verloren haben, sieht der Flächennutzungsplan der Gemeinde Möhrendorf eine teilweise Renaturierung vor.
Der Seebachlauf ist stellenweise nicht zugänglich, wo keine Wege im Uferbereich parallel zum Gewässer verlaufen.
Im Einzugsgebiet der Seebach, naturräumlich als Teilgebiet des Aischgrundes angesehen, ist die Karpfenteichwirtschaft stark verbreitet, vor allem an den Oberläufen des Mohrbachs und entlang des Forstgrabens. Die zahlreichen Teiche haben eine Gesamtfläche von mehreren Quadratkilometern.

### BayernAtlas („BA“)
Amtliche Online-Gewässerkarte mit passendem Ausschnitt und den hier benutzten Layern: Lauf und Einzugsgebiet des Seebachs

Allgemeiner Einstieg ohne Voreinstellungen und Layer: BayernAtlas der Bayerischen Staatsregierung (Hinweise)
1. 1 2 3  Höhe abgefragt auf dem Hintergrundlayer Amtliche Karte (Rechtsklick).
2. ↑  Länge abgemessen auf dem Hintergrundlayer Amtliche Karte.
3. ↑  Seefläche abgemessen auf dem Hintergrundlayer Amtliche Karte.
4. ↑  Einzugsgebiet abgemessen auf dem Hintergrundlayer Amtliche Karte.
5. ↑  Name Hörbach erschlossen nach dem Layer Historische Karte. Der Lauf besteht im Wesentlichen aus einer Kette von Weihern, darunter der Hörbachweiher.
6. ↑  Seefläche grob abgemessen auf dem Hintergrundlayer Amtliche Karte.

### Gewässerverzeichnis Bayern („GV“)
1. 1 2 3 4  Länge nach: Verzeichnis der Bach- und Flussgebiete in Bayern – Flussgebiet Main, Seite 48 des Bayerischen Landesamtes für Umwelt, Stand 2016 (PDF; 3,3 MB) (Seitenzahl kann sich ändern.)
2. 1 2 3 4  Einzugsgebiet nach: Verzeichnis der Bach- und Flussgebiete in Bayern – Flussgebiet Main, Seite 48 des Bayerischen Landesamtes für Umwelt, Stand 2016 (PDF; 3,3 MB) (Seitenzahl kann sich ändern.)

### Sonstiges
1. ↑  Der Gewässername hat zumindest am Unterlauf in Möhrendorf nach Auskunft der dortigen Gemeindeverwaltung das weibliche Geschlecht.
2. ↑  Kronersbach nach Hochwasserriskomanagement-Plan Einzugsgebiet bayrischer Main Kartendienst. Der Bach konnte auf Karten nicht gefunden oder mit einem anderen identifiziert werden.
3. ↑  Landschaftsschutzgebiet Seebachgrund nach Grüne Liste der Landschaftsschutzgebiete in Mittelfranken
4. ↑  Nutzungskonflikte zwischen Teichwirtschaft, Naturschutz und Freizeitinteressen im Aischgrund Werner Bätzing, Mitteilungen der Fränkischen Geographischen Gesellschaft Bd. 59, 2013, S. 81–100.